# Hiroaki Matsuzawa
Hiroaki Matsuzawa (松澤浩明, nascido em 3 de abril de 1960) foi um guitarrista e compositor japonês. Ele é mais conhecido no Brasil por ter composto músicas para o anime Cavaleiros do Zodíaco, incluindo as aberturas "Pegasus Fantasy" e "Soldier Dream".

## História
Matsuzawa frequentou a escola junto com Munetaka Higuchi e Akira Takasaki, que criaram uma banda com o nome de MAKE-UP. Porém, como acabaram enveredando para outros projetos (que vira a ser a banda LAZY e, posteriomente, LOUDNESS), Matsuzawa herdou o título da dupla e criou sua própria banda homônima junto com Yohgo Kohno nos teclados, Yasuyoshi Ikeda no baixo, Yoshihiro Toyokawa na bateria e Nobuo Yamada nos vocais. Eles ganharam destaque no cenário de rock japonês da época.
Lançaram álbuns rapidamente, com Howling Will e Straight Liner em 1984 e Born to Be Hard e Rock Legend of Boys and Girls no ano seguinte. Higuchi produziu os dois primeiros. A banda, então, decidiu encerrar suas atividades, mas receberam um inusitado convite: fazer as músicas de abertura de encerramento de um anime. Não era comum, na época, bandas de rock fazerem esse tipo de trabalho, mas encararam o desafio. Matsuzawa e Yamada receberam as letras de Machiko Ryu e compuseram a melodia do que viria a ser as duas primeiras canções de Cavaleiros do Zodíaco: "Pegasus Fantasy" e "Blue Forever". O sucesso fez com que a banda gravasse várias músicas para o anime, lançadas no álbum Saint Seiya Hit Kyokushuu I (que contou com a participação de Mitsuko Horie), se separando só após este lançamento.
Apesar do fim da MAKE-UP, Matsuzawa continuou trabalhando na trilha de Cavaleiros do Zodíaco. Ele se juntou ao baterista Kazuo Shitaya; os vocalistas Layra Nakagami e Toshiaki Azuma; e o compositor e tecladista Gouji Tsuno para criar o grupo MAKE-UP PROJECT, cujo objetivo foi a criação de dez canções lançadas no álbum Saint Seiya Hit Kyokushuu II. O álbum contou com algumas letras escritas pelo próprio criador da série, Masami Kurumada.
Após esse trabalho, Matsuzawa ainda compôs a nova abertura, "Soldier Dream" e mais duas outras músicas, lançadas no álbum Saint Seiya Hit Kyokushuu III BOYS BE ~Kimi ni Ageru Tame ni~ de 1988, que também dirigiu.
Além das canções Cavaleiros do Zodíaco, Matsuzawa trabalhou como músico em estúdios e sendo guitarrista de apoio de vários cantores; além de se aventurar na produção de música para comerciais. Antes da MAKE-UP, em 1983, participou do álbum Destruction 〜Hakai Gaisen Roku〜, de Munetaka Higuchi.
Matsuzawa teve um filho, de nome artístico GAK, que também se tornou guitarrista, tendo tocado na banda Zamb.
Ainda em 1988, Matsuzawa repetiu a parceria com Gouji Tsuno, criando a banda FLYING SKY com o tecladista Hideki Koyama; o vocalista Kazuhiro Konishi; o baterista Reuben Tsujino; e o baixista Yukio Sugi. O projeto durou cinco anos e a banda fez shows na China, Mongólia e Estados Unidos.
Em 1995, mudou-se para Kobe, onde fundou a banda DRAGON FLY.
Matsuzawa e a MAKE-UP se reuniram em 1996 para lançar o álbum comemorativo Saint Seiya 1996 SONG COLLECTION, celebrando dez anos tanto da banda, quanto do anime.
A banda voltou a se reunir em 2009 com três integrantes (Yamada, Kohno e Matsuzawa), fazendo novos arranjos para "Pegasus Fantasy" e "Blue Forever" lançadas num single feito especialmente para o evento Anime Japan Fes. Lançaram, também, o EP The Voice from Yesterday, novamente com arranjos diferenciados para a abertura e encerramento de Cavaleiros do Zodíaco, com ambas as músicas recebendo 21st century ver. nos nomes, além de quatro outras músicas.

## Morte
Em 18 de novembro de 2010, Hiroaki Matsuzawa faleceu devido a um infarto, encerrando de vez as atividades da MAKE-UP.